# 蕭撻不也
蕭撻不也（？—1077年），字斡里端。辽国（契丹）政治人物。
国舅郡王蕭高九之孫。蕭撻不也性格剛直。咸雍年間，補任祗候郎君。太康元年（1075年），转任彰愍宮使迎娶趙国公主（耶律纠里）为妻，任駙馬都尉。太康三年（1077年），转任同知漢人行宮都部署。与北院宣徽使耶律撻不也交友，为权臣枢密使耶律乙辛所嫉。六月、耶律乙辛誣告耶律挞不也与皇太子耶律濬计划废黜辽道宗。蕭撻不也被鞭打拷問。道宗引見时，意識混濁，于是受株连，是年六月，同遇害。及耶律濬子天祚帝即位，昭雪。乾统年间，追封兰陵郡王，绘像宜福殿。

## 延伸阅读
[在维基数据编辑]
 《遼史·卷99》，出自脱脱《遼史》